# Tachina objecta
Tachina objecta là một loài ruồi trong họ Tachinidae.